# Julia Koppke
Julia Koppke (* Januar 1972 in Hamburg) ist eine deutsche Politikerin (erst Grün-Alternative Liste (GAL), später Regenbogen) und ehemaliges Mitglied der Hamburgischen Bürgerschaft.

## Leben
Von 1997 bis 2001 war Julia Koppke für die GAL-Fraktion Abgeordnete der Hamburgischen Bürgerschaft. Während ihrer Zeit in der Bürgerschaft war Julia Koppke eingetragene Studentin der Universität Hamburg.
Im Mai 1999 verließen neben Koppke auch Heike Sudmann, Norbert Hackbusch, Lutz Jobs und Susanne Uhl aus Protest gegen die deutsche Beteiligung am Kosovokrieg die GAL-Fraktion und gründen die parlamentarische Gruppe "Regenbogen", aus der später die Wählervereinigung Regenbogen – Für eine neue Linke entstand. Für die Gruppe Regenbogen saß sie dann als ständige Vertreterin im Haushaltsausschuss.
Für die Wahl der Bezirksversammlung in Hamburg-Eimsbüttel stellte sich Koppke zu Wahl. Sie war auf Platz drei der Liste der Wählervereinigung Regenbogen. Sie ist Vorstandsmitglied der Rosa-Luxemburg-Stiftung in Hamburg.
2024 wurde sie für Die Linke als Wahlkreiskandidatin für Hamburg-Ottensen in die Bezirksversammlung im Bezirk Altona gewählt.

## Publikationen
- netzwerke. formen. wissen. Vernetzungs- und Abgrenzungsdynamiken der Frauen- und Geschlechterforschung, Münster 2004 (mit Nina Feltz). ISBN 3-8258-8203-9